# Miechów (województwo wielkopolskie)
Miechów – wieś w Polsce położona w województwie wielkopolskim, w powiecie kępińskim, w gminie Perzów.
W latach 1975–1998 miejscowość administracyjnie należała do województwa kaliskiego.
Do sołectwa Miechów należy przysiółek Ludwiczyn.
Zobacz też: Miechów, Miechowo, Miechów-Charsznica, Miechów-Kolonia, Miechówka